# Franzenella radicans
Franzenella radicans är en mossdjursart som först beskrevs av Jean-Loup d'Hondt och Hayward 1981.  Franzenella radicans ingår i släktet Franzenella och familjen Arachnidiidae. Inga underarter finns listade i Catalogue of Life.